# 范妮·莱图尔诺
范妮·莱图尔诺（法語：Fanny Létourneau，1979年6月24日—），加拿大花样游泳运动员。她曾代表加拿大参加2000年和2004年夏季奥林匹克运动会花样游泳比赛，其中2000年奥运会获得一枚铜牌。